# تفاح قنابي
تفاح قنابي (الاسم العلمي:Malus bracteata) هو نوع من النباتات يتبع جنس التفاح من الفصيلة الوردية.